# Strauß & co
Strauß & co is een muziekalbum van André Rieu uit 1994 met overwegend composities van Johann Strauss jr., maar ook van andere componisten. Van 1 oktober 1994 tot 15 juni 1996 stond het album 88 weken in de Nederlandse Album Top 100, waarvan 19 weken op nummer 1. Het verkocht ook goed in België (zowel Vlaanderen als Wallonië) en Duitsland. Het internationale succes met onder meer dit album leverde Rieu in 1996 en 1997 de Conamus Exportprijs op.

## Nummers
| Nummer | naam, componist | duur |
| ------ | --- | ---- |
| 1.     | Strauß & co (medley) a. Als flotter Geist, Johann Strauss b. An der schönen blauen Donau, Johann Strauss c. Rosen aus dem Süden, Johann Strauss d. Wiener Blut, Johann Strauss e. Lippen schweigen, Franz Lehár f. Tanzen möcht' ich, Emmerich Kálmán g. Rosen aus dem Süden, Johann Strauss | 5:02 |
| 2.     | Unter Donner und Blitz, Johann Strauss | 2:38 |
| 3.     | Der dritte Mann (The third man), Anton Karas | 4:12 |
| 4.     | The second waltz (Der zweite Walzer), Dmitri Sjostakovitsj | 3:43 |
| 5.     | Komm, Zigány, Emmerich Kálmán | 4:20 |
| 6.     | Dorfschwalben aus Österreich, Johann Strauss | 6:15 |
| 7.     | Vilja-Lied, Franz Lehár | 5:36 |
| 8.     | Künstlerleben, Johann Strauss | 7:00 |
| 9.     | Persischer Marsch, Johann Strauss | 3:20 |
| 10.    | Im weißen Rößl, Ralph Benatzky, Robert Gilbert en Robert Stolz | 7:23 |
| 11.    | Wien, Wien, nur du allein, Rudolf Sieczynski | 4:13 |
| 12.    | Heut' kommen d'Engerln auf Urlaub nach Wien, Ferry Wunsch | 2:22 |
| 13.    | Mei Muatterl war a Weanerin, Ludwig Gruber | 4:25 |
| 14.    | Rosen aus dem Süden, Johann Strauss | 7:46 |